# Sattelmuschel
Die Sattelmuschel (Anomia ephippium), auch Zwiebelmuschel genannt, ist eine Muschelart aus der Ordnung der Pectinida. Sie kommt auch an der deutschen Nordseeküste vor. Ihre beiden deutschen Namen leiten sich von den unterschiedlich ausgeprägten Schalenklappen ab: Die rechte ist sattelförmig eingebuchtet und die linke blättrig aufgebaut – wie die Schalen einer Zwiebel.

## Merkmale

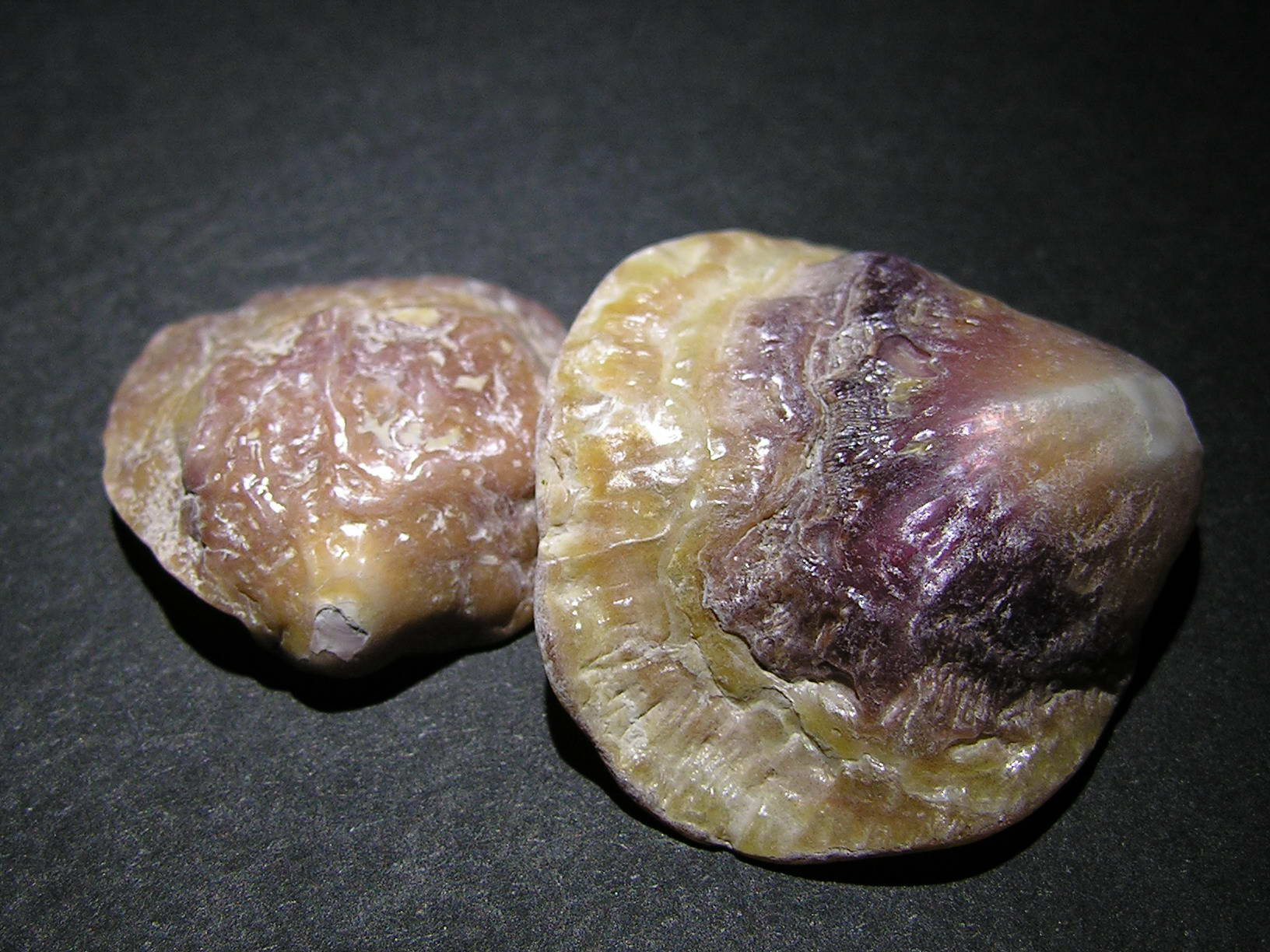
Linke Klappen

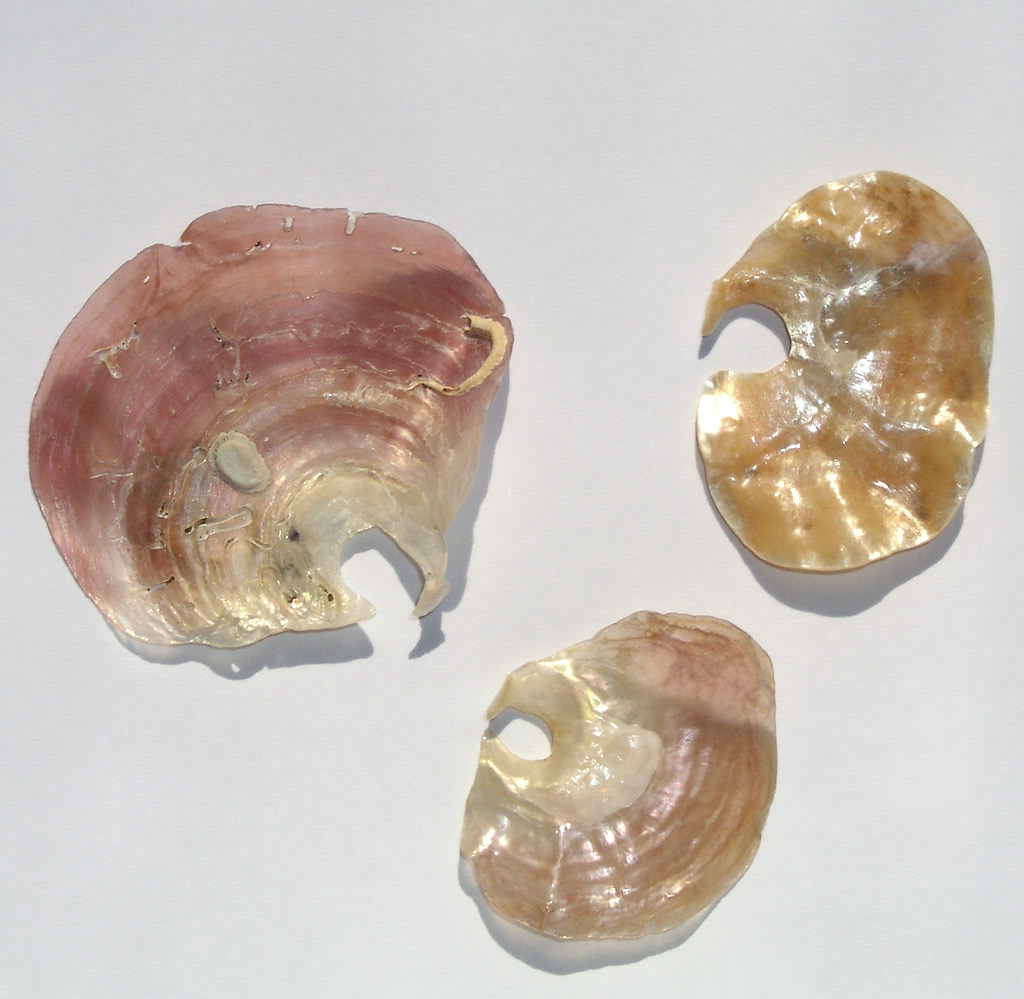
Rechte Klappen mit Öffnung für den Byssus

Das dünnschalige, annähernd runde Gehäuse ist bis etwa 6 cm groß. Die Schale ist häufig schwach rosa bis purpur gefärbt. Die Innenseite ist perlmuttrig. Die rechte (untere) Klappe ist flach mit einer rundlichen, nicht ganz geschlossenen Öffnung für den Byssus. Auf der Klappe ist nur ein Schließmuskelansatz vorhanden. Die Ornamentierung besteht aus unregelmäßigen und schwachen, konzentrischen Rippen. Die linke (obere) Klappe ist etwas stärker gewölbt und besitzt drei Muskelansatzstellen, eine für den Schließmuskel und zwei für den Byssusmuskel. Die Außenseite der linken Klappe ist bei Individuen aus dem Mittelmeer meist ziemlich dünn und dicht mit lamellenartigen, leicht durchscheinenden Rippen besetzt. Im Atlantik ist die linke Klappe stabiler und oft fast glatt (allerdings oft stark bewachsen).

Rechte Klappe
LInke Klappe

var. radiata, linke Klappe

Gelbe Form
Orange Form
Violette Form

## Lebensweise
Die Sattelmuschel ist mit dem verkalkten Byssus fest an den Untergrund angewachsen. Dadurch wird die letztendliche Form des Gehäuses von der Morphologie des Untergrundes mitbestimmt. Die obere Klappe ist häufig mit Seepocken, Röhrenwürmern und Algen bewachsen. Die Muschel lebt von Plankton, das sie aus dem Wasser filtriert.

## Vorkommen
Die Sattelmuschel ist im Atlantik von Island bis in den Südatlantik verbreitet. Sie dringt auch in die Randmeere des Atlantiks, in die Nordsee, das Mittelmeer, und sogar bis in das Schwarze Meer vor. Sie lebt im flacheren Wasser, vom Gezeitenbereich bis in etwa 150 m Tiefe.

## Systematik
Die Familie Anomiidae wird von manchen Autoren auch zur Ordnung Ostreoida gestellt. Daher findet man die Art manchmal unter den Austern eingereiht.